# Decaboran
Decaboran ist eine chemische Verbindung aus der Gruppe der Borane.

## Gewinnung und Darstellung
Decaboran entsteht neben anderen Boranen bei der thermischen Zersetzung von Diboran.

## Eigenschaften
Decaboran ist ein farbloser Feststoff mit starkem Geruch, der wenig luftbeständig ist. Er ist löslich in organischen Lösungsmitteln wie Tetrachlorkohlenstoff, wobei dieses vermieden werden sollte, weil derartige Lösungen bei Erschütterung detonieren können. Decaboran ist für vielseitige Reaktionen verwendbar. Mit Lewis-Basen wie Diethylsulfid und Acetonitril liefert es Verbindungen vom Typ B10H12[S(C2H5)2]2, aus denen mit Ethin und seinen Derivaten Carborane erhältlich sind. Decaboran hat eine monokline Kristallstruktur mit der Raumgruppe C2/c (Raumgruppen-Nr. 15).

## Verwendung
Decaboran ist in Raketentreibstoffen, Sprengstoffen und Pyrotechnik enthalten und wird als Katalysator bei der Olefin-Polymerisierung verwendet.